# Georgi Stankow
Georgi Stankow, bulgarisch; Georgi Stankov, kyrillisch; Георги Станков (* 10. August 1943) ist ein ehemaliger bulgarischer Amateurboxer im Halbschwergewicht.

## Werdegang
Der 1,86 m große mehrfache bulgarische Meister gewann 1959 die Polizeimeisterschaften in Deutschland und 1967 die Balkanmeisterschaften in der Türkei. 1968 nahm er an den Olympischen Sommerspielen von Mexiko teil und gewann eine Bronzemedaille, nachdem er erst im Halbfinale gegen Danas Pozniakas ausgeschieden war.
1969 machte er den 5. Platz bei den Europameisterschaften in Bukarest und startete 1972 bei den Olympischen Sommerspielen in München, unterlag dort jedoch im ersten Kampf gegen Nikolai Anfimow.